# Scleraxonia
Sous-ordre
Les Scleraxonia sont un sous-ordre de cnidaires anthozoaires de l'ordre des Alcyonacea (gorgones).

## Liste des familles
Selon World Register of Marine Species (27 novembre 2014) :
- famille Anthothelidae Broch, 1916
- famille Briareidae Gray, 1859
- famille Coralliidae Lamouroux, 1812
- famille Melithaeidae Gray, 1870
- famille Paragorgiidae Kükenthal, 1916
- famille Parisididae Aurivillius, 1931
- famille Subergorgiidae Gray, 1859

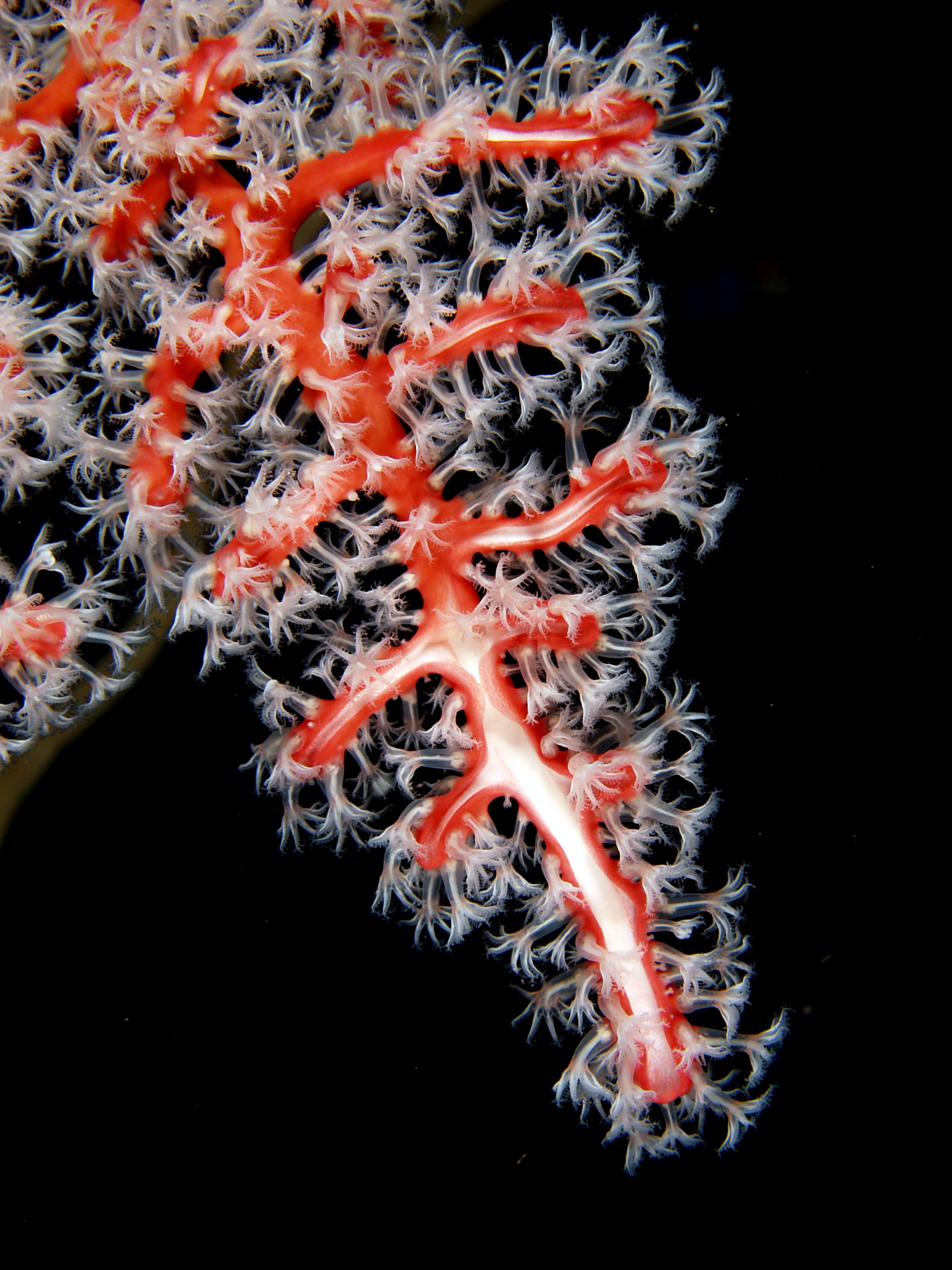
Iciligorgia rubra
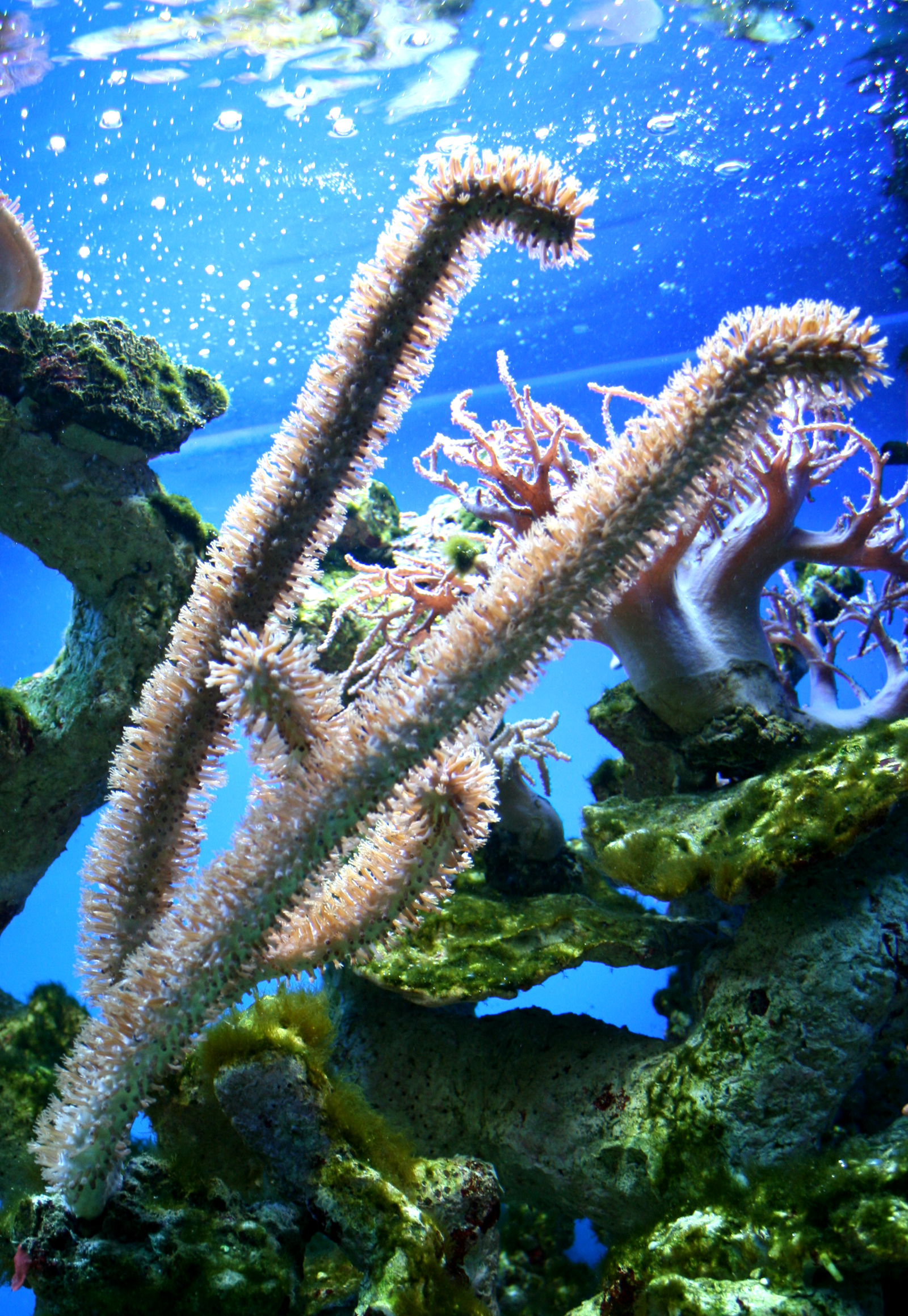
Briareum asbestinum
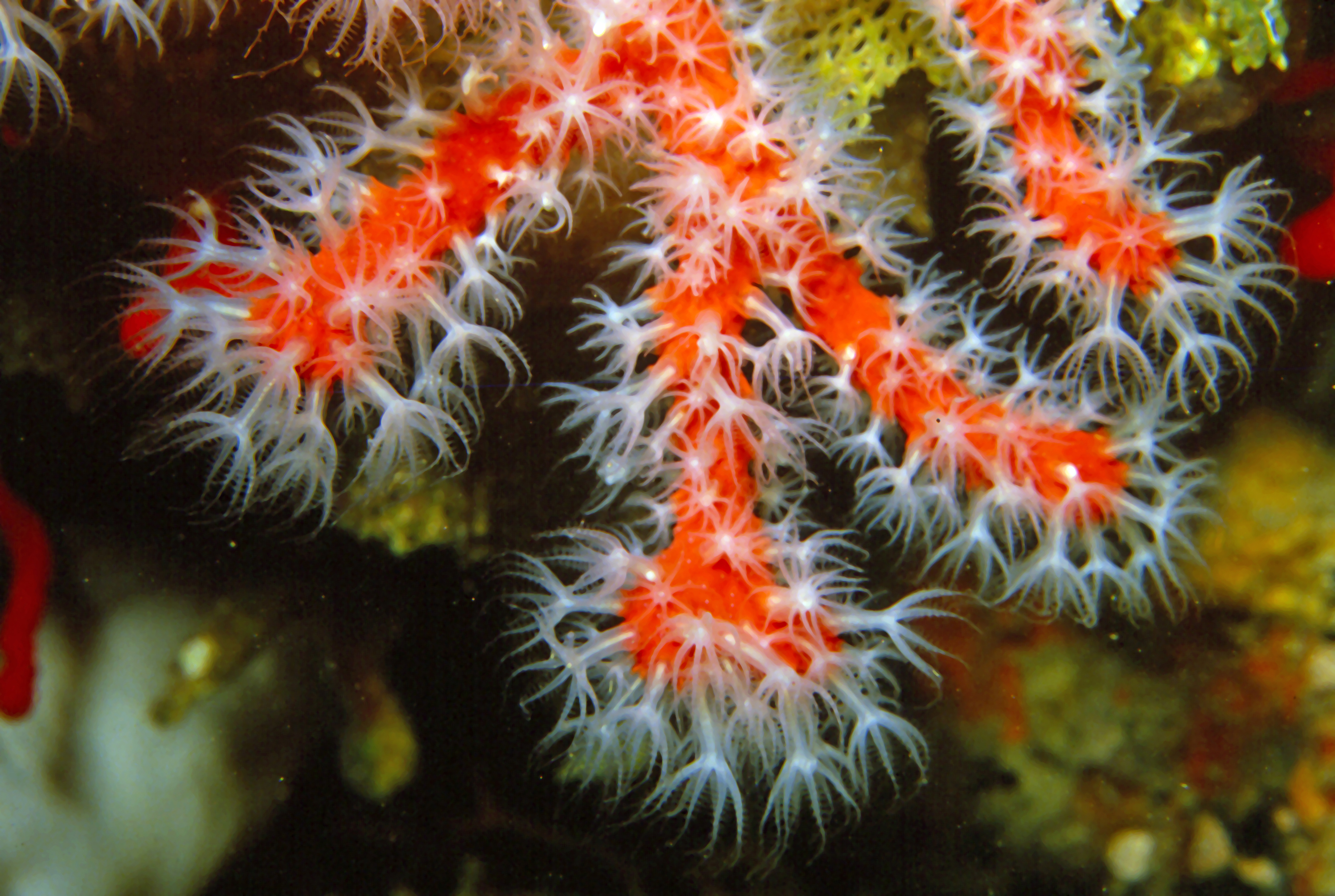
Corallium rubrum
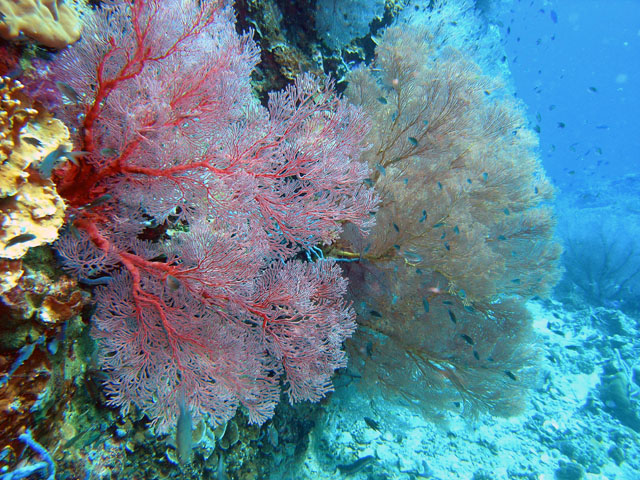
Melithaea ochracea
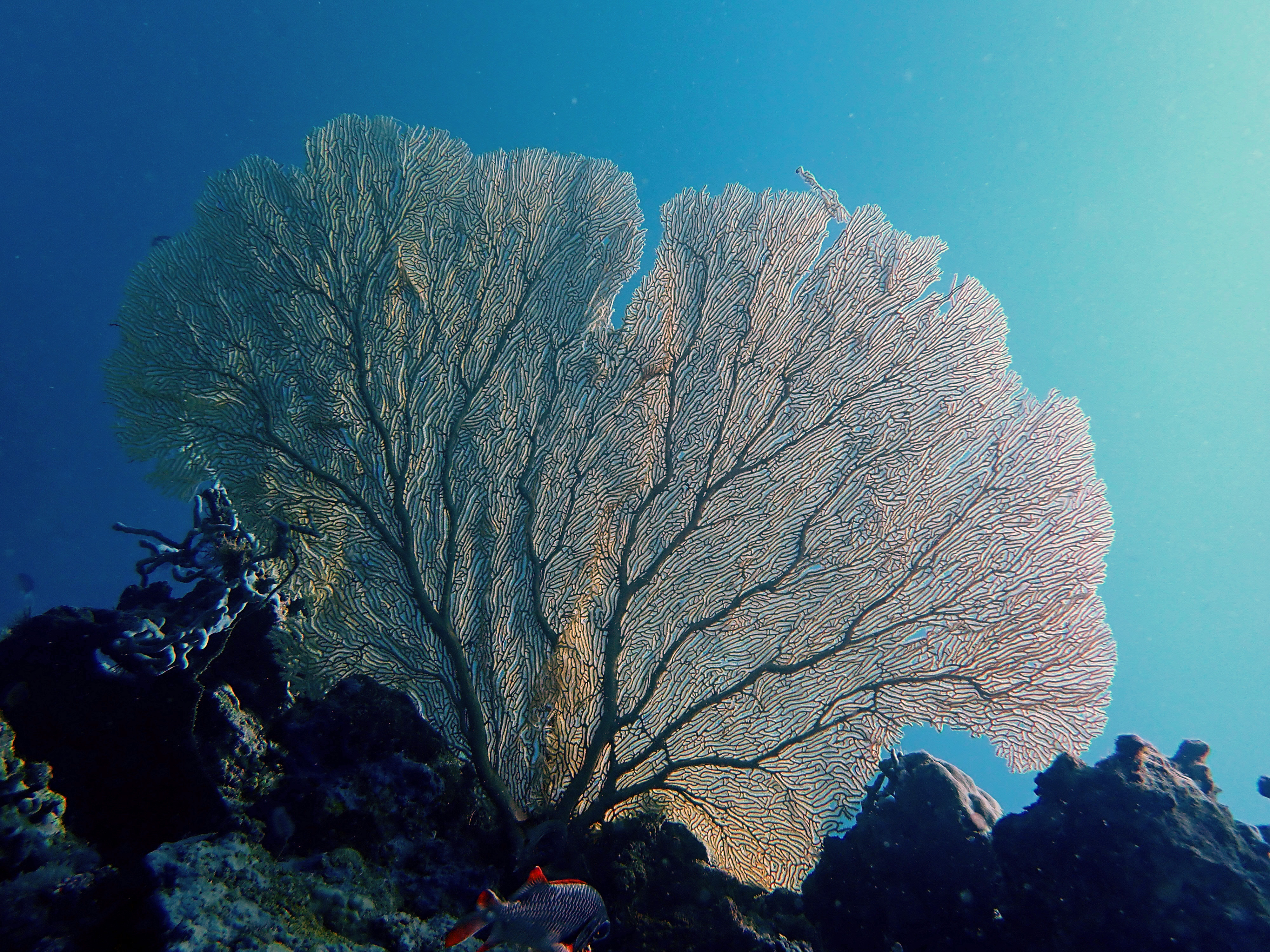
Annella mollis